# Campidoglio (Nashville)
Il Campidoglio di Nashville, o Tennessee State Capitol, è la sede governativa dello Stato del Tennessee, negli Stati Uniti d'America, situata nella capitale Nashville.
Fu realizzato su progetto di William Strickland secondo i canoni dell'architettura neoclassica a partire dal 1845.
L'edificio è caratterizzato da alcuni massicci porticati sormontati da colonne ioniche.
La lanterna presente alla sommità rimanda invece al monumento coregico di Lisicrate.

## Monumenti
Tra i monumenti del palazzo governativo del Tennessee spiccano le statue di Andrew Jackson, Andrew Johnson, Alvin York e la tomba di James K. Polk, in onore dei tre cittadini del Tennessee che furono presidenti degli Stati Uniti e il reliquiario di Charles Warterfield (Charles Warterfield Reliquary), resti di colonne e frammenti della prigione di stato del Tennessee.